# Crataegus macrosperma
Crataegus macrosperma är en rosväxtart som beskrevs av William Willard Ashe. Crataegus macrosperma ingår i Hagtornssläktet som ingår i familjen rosväxter. Utöver nominatformen finns också underarten C. m. macrosperma.